# Jacek Kosmalski
Jacek Kosmalski, né le 4 septembre 1976 à Białogard, est un footballeur polonais. Il est attaquant au Pogoń Siedlce.

## Carrière

### En club
- 1996 :  KP Legia Varsovie
- 1997 :  Dolcan Ząbki
- 1997-1998 :  Orlęta Łuków
- 1998-1999 :  KP Chemik Police
- 1999-2000 :  Odra Szczecin
- 2000-2001 :  KP Chemik Police
- 2001-2003 :  Pogoń Szczecin
- 2003-2004 :  ŁKS Łódź
- 2004-2010 :  Polonia Varsovie
- 2010 :  Zawisza Bydgoszcz
- 2010- :  MKP Pogoń Siedlce